# Lillsjön (Regna socken, Östergötland, 653582-149175)
Lillsjön är en sjö i Finspångs kommun i Östergötland och ingår i Nyköpingsåns huvudavrinningsområde.